# Скшелев
Скшелев (пол. Skrzelew) — село в Польщі, у гміні Тересін Сохачевського повіту Мазовецького воєводства.
Населення — 168 осіб (2011).
У 1975-1998 роках село належало до Скерневицького воєводства.

## Демографія
Демографічна структура станом на 31 березня 2011 року:
|          | Загалом | Допрацездатний вік | Працездатний вік | Постпрацездатний вік |
| -------- | ------- | ------------------ | ---------------- | -------------------- |
| Чоловіки | 78      | 17                 | 54               | 7                    |
| Жінки    | 90      | 17                 | 44               | 29                   |
| Разом    | 168     | 34                 | 98               | 36                   |